# 湯川遥菜
湯川 遥菜（ゆかわ はるな、1972年4月27日 - 2015年1月25日）は、日本の実業家。千葉県千葉市出身。ISILによる日本人拘束事件の犠牲者。

## 生涯
1972年4月27日、千葉県千葉市に誕生。
千葉県の私立高等学校を卒業。知人らと会社を設立、1997年ミリタリーショップ「日高屋」を開店した。27歳で結婚。2002年に事業を拡大したが、2004年に経営が傾き、2005年「日高屋」の営業権を手放した。
2014年1月15日、政治団体「アジア維新の会」の設立を千葉県に届け出た。翌1月16日、出資者を得て民間軍事会社「ピーエムシー株式会社」を設立。同年4月-5月、シリアに滞在。7月28日、トルコから陸路でシリアに入国。8月14日、アレッポ郊外で湯川とみられる男性が拘束され、のちISILによるとされる犯行声明が出された。2015年1月24日、湯川が殺害されたとする録音がインターネット上に現れた。現地時間1月25日午後、ISILは宣伝媒体であるラジオ部門を通じて湯川を殺害したことを伝えた。42歳没。
頑張れ日本!全国行動委員会のイベントに参加したことがあり、同会茨城県本部代表で元自由民主党茨城県議会議員の木本信男に「ピーエムシー株式会社」顧問を依頼していた。元航空幕僚長田母神俊雄とのツーショット写真をインターネット上で公開しているが、田母神は「殆ど知らない人。一緒に撮影した人は何千人といる。コメントのしようもない」と述べた。